# Campionati russi di triathlon
La Federazione russa di triathlon organizza con cadenza annuale i Campionati russi di triathlon.

## Albo d'oro

### Uomini
| Anno | Oro                   | Argento               | Bronzo                 |
| ---- | --------------------- | --------------------- | ---------------------- |
| 2007 | Dmitrij Poljanskij    | Ivan Tutukin          | Kirill Goldovsky       |
| 2008 | Ivan Vasil'ev         | Ivan Tutukin          | Anton Chuchko          |
| 2009 | Aleksandr Brjuchankov | Vladímir Turbayevskiy | Dmitrij Poljanskij     |
| 2010 | Vladímir Turbayevskiy | Ivan Vasil'ev         | Yulian Malyshev        |
| 2011 | Aleksandr Brjuchankov | Dmitrij Poljanskij    | Valentin Meshcheryakov |
| 2012 | Aleksandr Brjuchankov | Vladímir Turbayevskiy | Valentin Meshcheryakov |
| 2013 | Dmitrij Poljanskij    | Vladimir Turbayevskiy | Andrey Bryukhankov     |
| 2014 | Dmitrij Poljanskij    | Vladimir Turbayevskiy | Anton Kozlov           |
| 2015 | Aleksandr Brjuchankov | Dmitrij Poljanskij    | Vladimir Turbayevskiy  |
| 2016 | Dmitrij Poljanskij    | Vladimir Turbayevskiy | Denis Vasiliev         |
| 2017 | Dmitrij Poljanskij    | Igor Polyanskiy       | Denis Vasiliev         |
| 2018 | Vladimir Turbayevskiy | Aleksandr Brjuchankov | Dmitrij Poljanskij     |
| 2019 | Dmitrij Poljanskij    | Anton Ponomarev       | Denis Vasiliev         |

### Donne
| Anno | Oro                  | Argento              | Bronzo                |
| ---- | -------------------- | -------------------- | --------------------- |
| 2007 | Irina Abysova        | Yevgenya Matveyeva   | Anna Boikova          |
| 2008 | Olga Zausaylova      | Olga Dmitrieva       | Lyubov Ivanovskaya    |
| 2009 | Irina Abysova        | Olga Dmitrieva       | Anastasia Polyanskaya |
| 2010 | Irina Abysova        | Alexandra Razarenova | Olga Dmitrieva        |
| 2011 | Alexandra Razarenova | Irina Abysova        | Inna Gypsy            |
| 2012 | Irina Abysova        | Arina Shulgina       |                       |
| 2013 | Elena Danilova       | Irina Abysova        | Alexandra Razarenova  |
| 2014 | Irina Abysova        | Alexandra Razarenova | Mariya Shorets        |
| 2015 | Alexandra Razarenova | Valentina Zapatrina  | Mariya Shorets        |
| 2016 | Anastasia Abrosimova | Alexandra Razarenova | Mariya Shorets        |
| 2017 | Elena Danilova       | Anastasia Abrosimova | Mariya Shorets        |
| 2018 | Elena Danilova       | Alexandra Razarenova | Anastasia Gorbunova   |
| 2019 | Alexandra Razarenova | Anastasia Gorbunova  | Elena Danilova        |

## Edizioni
| Anno | Sede       |
| ---- | ---------- |
| 2013 | Penza      |
| 2014 | Jaroslavl' |
| 2015 | Soči       |
| 2016 | Penza      |
| 2017 | Iževsk     |
| 2018 | Jaroslavl' |
| 2019 | Almet'evsk |